# Phyllodrepa floralis
Phyllodrepa floralis är en skalbaggsart som först beskrevs av Gustaf von Paykull 1789.  Phyllodrepa floralis ingår i släktet Phyllodrepa, och familjen kortvingar. Arten är reproducerande i Sverige.